# Upasampada

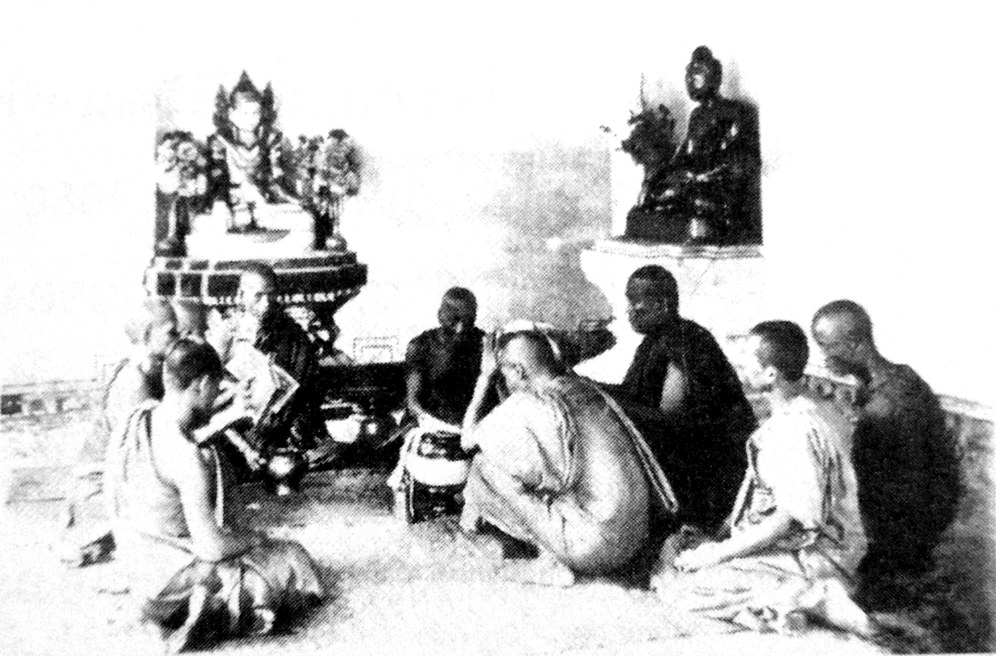
Upasampada de um monge budista na Birmânia.

Upasampadā (páli) literalmente significa "aproximar-se da tradição ascética." Refer-se ao rito e ao ritual da ordenação ascética pela qual um candidato, se considerado aceitável, ingressa na comunidade monástica budista como upasampadān (ordenado) e autorizado a prosseguir na vida ascética.
De acordo com os códigos monásticos budistas (o vinaia), uma pessoa deve ter no mínimo de 20 anos de idade para se tornar monge ou monja. Uma pessoa com menos de 20 anos não pode realizar upasampada (i.é, tornar-se monje -bico - ou monja - bicunim), mas pode ser um noviço (masc. samanera, fem. samaneri). Após um ano ou atingidos os 20 anos, o noviço ou noviça será considerado para  upasampada.
Tradicionalmente, o ritual do upasampada é realizado dentro de uma área demarcada e consagrada, chamada sima (sima malaka) e que precisa ter a presença de um número específico de monges: "dez ou mesmo cinco em áreas mais remotas". Os costumes relacionados com a Upasampada variam de acordo com a tradição regional.